# NGC 2165
NGC 2165 est un amas ouvert situé dans la constellation du Cocher. Il a été découvert par l'astronome britannique John Herschel en 1831.